# 李祖夔
李祖夔（1894年—1949年），旧上海著名金融实业家、政治人物、社会活动家和收藏家。曾任上海县知事兼沪海道尹和多家家族企业的要职。小港李家人。

## 生平
李祖夔生于宁波，籍贯浙江省宁波府镇海县（今属北仑区），为上海金融实业家族小港李家的第四代代表人物。少时便随父亲李厚礽寓居上海。早年加入同盟会，参与反清革命活动，与族叔李徵五一同追随孙中山参加辛亥革命。
1924年，第二次直奉战争爆发，李祖夔奉孙中山之命，出巨资购置军火粮饷协助孙中山，打败军阀齐燮元，得孙中山褒奖。1925年2月，李祖夔出任上海县知事兼沪海道尹（相当于现今之上海市市长之职）。1927年，协助北伐，北伐胜利后，李祖夔从政界隐退，专心家族企业，担任大众火柴公司董事长和华安银行常务董事。
上海沦陷后，李祖夔未被日本人高官厚禄收买，未与日本人合作，保持住了民族气节。1943年中秋佳节，李祖夔与19位上海爱国名流人士发起“甲午同庚千龄会”，为当时一个民间爱国抗日社团。此20位人士生肖均为马（甲午年出生，即1894年），年龄相加又恰好为1000岁，故得此名。20位人士中，郑午昌生辰最大，被推举为“马首”，而海派艺术大师吴湖帆生辰最小，被选为“马尾”，其余人士包括：蔡声伯、京剧大师梅兰芳、海派京剧大师周信芳、陈少荪、范烟桥、汪业尘、秦清曾、陆铭春、陆书臣、孙伯绳、杨清馨、席鸣九、汪士圻、章君畴、张君谋、张旭人，囊括了当时上海在实业、艺术、教育等诸多领域有名望的人士。
1947年，李祖夔加入中国民主建国会（简称“民建”），曾担任中国民主建国会财政处长。1949年5月，人民解放军压境上海，很多人劝说李祖夔及其家人离开上海赴台湾或香港，均被李拒绝。
1949年11月下旬，李祖夔遭暗杀身亡，是轰动一时的上海“康平路1号凶杀案”， 是上海战役初期的头号大案。时上海市市长陈毅亲自过问。凶杀案很快就被破获，中共方面一度懷疑幕後有国民党特务參與。作案嫌疑人为周占平及赵氏。周占平被判处死刑。

## 收藏
李祖夔生平爱好收藏文玩字画，是緙丝和田黄印章的大收藏家，被时人称作“千黄百緙”，而李祖夔给自己的收藏斋起名“佰黄千缂之斋”。“李祖夔刻鸡油黄田黄素方章”曾出现在多种拍卖会上。

## 遗迹
- 今上海市康平路1号民宅。学者周抗曾创作有名为《康平路一号》油画。[5]